# Chamaelimnas joviana
Chamaelimnas joviana is een vlindersoort uit de familie van de prachtvlinders (Riodinidae), onderfamilie Riodininae.
Chamaelimnas joviana werd in 1902 beschreven door Schaus.